# 343000 Ijontichy
343000 Ijontichy è un asteroide della fascia principale. Scoperto nel 2009, presenta un'orbita caratterizzata da un semiasse maggiore pari a 2,9693571 UA e da un'eccentricità di 0,0398540, inclinata di 9,08062° rispetto all'eclittica.
L'asteroide è dedicato alla serie televisiva tedesca di fantascienza ironica Ijon Tichy: Raumpilot.